# Arrondissement de Wongrowitz

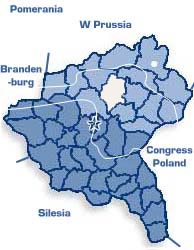
Arrondissement de Wongrowitz

L'arrondissement de Wongrowitz (jusqu'en 1875 arrondissement de Wongrowiec) est un arrondissement prussien qui existe sous différentes délimitations entre 1793 et 1919. Il appartient initialement à la province de Prusse-Méridionale et depuis 1815 au district de Bromberg dans la province de Posnanie. L'ancien territoire de l'arrondissement appartient désormais à la voïvodie polonaise de Grande-Pologne.

## Histoire
L'arrondissement de Wongrowiec est à l'origine un arrondissement de la province prussienne de Prusse-Méridionale, rattachée à la Prusse à la suite du deuxième partage de la Pologne en 1793. Grâce à la paix de Tilsit, l'arrondissement de Wongrowiec devient partie intégrante du duché de Varsovie en 1807.
Après le Congrès de Vienne du 15 mai 1815, l'arrondissement tombe à nouveau aux mains de la Prusse et devient une partie du district de Bromberg de la province de Posnanie. Lors de la première réforme des arrondissements du district de Bromberg le 1er juillet 1816, l'arrondissement de Wongrowiec reste inchangé,.
Lors d'une autre réforme des arrondissements dans le district de Bromberg, le 1er janvier 1818, l'arrondissement cède des territoires aux arrondissements de Chodziesen (de), Gnesen (de), Mogilno et Schubin et reçoit en retour de petites parties des arrondissements de Gnesen et Wirsitz,. Le siège du bureau de l'arrondissement est la ville de Wongrowiec.
En tant que partie de la province de Posnanie, l'arrondissement devient partie intégrante du nouvel Empire allemand, tandis que les représentants polonais au nouveau Reichstag le 1er avril 1871.
En 1875, la ville et l'arrondissement de Wongrowiec sont rebaptisés Wongrowitz.
Le 1er octobre 1887, l'arrondissement cède la ville de Janowiec Wielkopolski, la majeure partie du district de police du même nom et la quasi-totalité du district de police de Juncewo au nouveau arrondissement de Znin.
Le 27 décembre 1918, le soulèvement de la majorité polonaise contre la domination allemande commence dans la province de Posnanie le 30 décembre 1918, la ville de Wongrowitz est sous contrôle polonais. Le 16 février 1919, un armistice met fin aux combats germano-polonais et le 28 juin 1919, le gouvernement allemand cède officiellement l'arrondissement de Wongrowitz à la Pologne nouvellement fondée avec la signature du traité de Versailles. L'arrondissement de Wongrowitz devient le powiat polonais de Wągrowiec.

## Évolution de la démographie
| Année | Résident | source |
| ----- | -------- | ------ |
| 1818  | 26 292   | [ 11 ] |
| 1846  | 50 653   | [ 12 ] |
| 1871  | 54 787   | [ 13 ] |
|       |          |        |
| 1890  | 43 818   | [ 14 ] |
| 1900  | 45 736   | [ 14 ] |
| 1910  | 52 574   | [ 14 ] |

En 1890, selon le décompte de l'époque, environ 78 % des habitants sont polonais, 20 % allemands et 2 % juifs. Une partie des habitants allemands quitte la région après 1918.

## Politique

### Administrateurs de l'arrondissement
- 1793–180200Friedrich Wilhelm von Zychlinski[15]
- 1802–180600Ignatius von Koszutski[15]
- 1816–182000von Niezychowski
- 1820–182400von Kisielnicki
- 1824–183600von Dembinski
- 1824–184800von der Recke
- 1848–185000Franz Reichert
- 1850–185100Rudolf Schoulz (de)
- 1851–185900Greulich
- 1859–187300Eduard von Suchodolski (de)
- 1873–187700Arthur von Posadowsky-Wehner (Parti conservateur libre)
- 1877–187800Konstantin von Dziembowski (de)
- 1878–188900Conrad Max von Unruh (de)
- 18890000000Waldemar von Lilienthal (de)
- 1889–189500Karl Miesitschek von Wischkau (de)
- 1895–189600Pierczynski
- 1896–190800Ernst Schreiber
- 1908–191900Adolf Dürr (de)
- 19190000000Ewert-Krzemieniewski

### Élections
L'arrondissement de Wongrowitz, avec l'arrondissement de Gnesen (de), appartient à la 5ecirconscription du district de Bromberg au Reichstag. La circonscription est remportée par des candidats de la faction polonaise à toutes les élections du Reichstag

## Superficie
L'arrondissement de Wongrowitz a une superficie de 1 037 km².

## Villes et communes
Avant la Première Guerre mondiale, l'arrondissement de Wongrowitz comprend les villes et communes suivantes :
| - Alt Panigrodz - Bärenbusch - Bartelsee - Biberfeld - Biniewo-Marlewo - Bismarcksaue - Blizyce - Bobrownik Kolonie - Bracholin - Briesen Hauland - Brüderhausen - Brzeskowo - Budziejewo - Bukowitz - Chawlodno - Chocischewo Hauland - Choyna - Czerlin - Czeschewo - Deutsch Briesen - Deutschfeld - Dobiejewo - Dombrowo - Eichhausen - Frauengarten - Friedrichsfelde - Gollantsch, ville - Gorzewo - Grabowo - Groß Golle - Groß Mirkowitz - Grünheim - Gruntowitz - Grzybowo - Hagenau - Hohenheim - Hohenpodlesche | - Hohenstein - Hohenwalden - Jabkowo - Jakubowo - Jankowo - Jaroschau - Jeziorki - Josephowo - Josephsthal - Kaisersaue - Kakulin - Kalischan Kolonie - Kamnitz - Kiedrowo - Kirchen Podlesche - Kirchen Popowo - Klein Golle - Klein Laskownica - Klein Mirkowitz - Klemkenhof - Kludsin - Kobyletz - Komorowo - Konary - Koninek - Kopaschin - Kozielsko - Krosno - Langendorf - Laziska - Lechlin, Dorf - Lechlin, Hauland - Lekno - Lengowo - Liebenau - Lopienno - Loschinietz | - Lukowo - Mietschisko, ville - Mietschisko Abbau - Mikolajewo - Miloslawitz - Mionza - Mokronos - Morakowo - Neugrund - Niedarzyn - Niemtschin - Nieswiastowice - Nowen - Ochodza - Panigrodz, Kolonie - Pawlowo bei Schokken - Plonskowo, Dorf - Plonskowo, Kolonie - Podjeziorze - Polnisch Briesen - Pomarzanki - Popowo, Kolonie - Potulin - Potulitz Hauland - Proberen - Prusietz - Przysieka Hauland - Przysieka, Dorf - Ratschkowo - Redgosch - Revier - Rgielsko - Ritscherheim - Rombschin - Roschkowko - Ruda kozlonka - Rudnitsch | - Ruhleben - Runowo Hauland - Runowo Hufen - Rybowo - Sarbia - Sarbka - Schokken, ville - Schreibersdorf - Schwanau - Sienno - Smolary - Smuschewo - Spiegel - Springberg - Srebnagora - Starenzyn - Steinrode - Stempuchowo - Stolenschin - Tarnowo - Tomschütz - Tonischewo - Turza - Waltersheim - Wapno - Werkowo - Wiatrowo Dorf - Wiatrowo Hauland - Wiegenau - Wiela - Wisniewo - Wongrowitz, ville - Zabitschin - Zbietka - Zelice |

L'arrondissement comprend également de nombreux districts de domaine. Les communes et les districts de domaine sont regroupés en districts de police. Après 1871, un certain nombre de noms de lieux sont germanisés :
Biniewo-Marlewo → Jägersdorf (1911)
Blizyce → Blischütz (1906)
Budziejewo → Ruhstein (1910)
Chocischewo Hauland → Hochfeld (1901)
Czerlin → Scherlin (1910)
Dombrowo → Dornbrunn (1904)
Jakubowo → Welnatal (1910)
Kakulin → Alden (1901)
Loschinietz → Loschwitz (1907)
Mietschisko → Markstädt (1912)
Mikolajewo → Buschfelde (1905)
Niemtschin → Niehof (1909)
Pawlowko → Kornfeld (1912)
Potulitz Hauland → Wiesenfeld (1905)
Przysieka Hauland → Osten (1903/08)
Runowo Hauland → Blumenfelde (1905)
Wiatrowo Hauland → Eichwald (1903/08)
Wongrowiec → Wongrowitz (1875)